# Церковь Святого Кристофора (Агулис)
Церковь Святого Кристофора (Христофора) (арм. Ագուլիսի Սուրբ Քրիստափոր եկեղեցի) — храм Армянской Апостольской церкви в селе Агулис (сегодня — Ашагы Айлис), Нахичеванская АР, на территории современного Азербайджана. По данным CHW была полностью уничтожена к 3 февраля 2000 года, что видно на спутниковом снимке IKONOS.
К западу от церкви на расстоянии 25-30 метров находится сводчатый источник XVII века, построенный из тёсаного камня. Имя строителя неизвестно.

## История
Церковь находилась в центральной части Агулиса, на восточном склоне горы. Была основана во второй половине I века.
В 1671—1675 годах храм был реставрирован неким «великим мастером Мокка» (арм. «Մոկսու մեծ ուստա»), инициатором чего был агулисский ходж Гюлназар и другие.

## Архитектура
Церковь представляет собой купольную базилику. Была построена из базальта, серого камня и кирпича. Входы находятся с западной, северной и южной сторон. Семигранная апсида. Имеется одна пара двухэтанжных ризниц с тайниками. Купол из кирпича, восьмигранный. Имеются надписи с западной, североной и южной сторон. Сохранились фрески на верхних частях стен и куполе, выполненные в 1680-х Нагашем Овнатаном.
На тимпане западного портала церкви был высечен редкий в армянской каменной пластике образ Богоматери в короне Были изображения с ликамми святых под сводом при входе и на южной стороне. Имелись также орнаменты вокруг входов. Чуть южнее от церкви находились остатки гавита и стен, а также несколько надгробных плит, относящихся к XIX—XX векам. На 1986 год церковь имела трещины, но в основном была в хорошм состоянии. Была полностью разрушена к 3 февраля 2000 году.